# ارکیده اسپرکی خوشبو
ارکیده اسپرکی خوشبو (نام علمی: Microtis alboviridis) نام یک گونه از سرده ارکیده‌های پیازی است.